# Louise Petersen
Lovise Kristine "Louise" Petersen, posteriorment Riisbek i Brandt, (Copenhaguen, 8 d'abril de 1894 – Frederiksberg, 3 d'agost de 1983) va ser una saltadora danesa que va competir en els anys posteriors a la Primera Guerra Mundial.
El 1920 va prendre part en els Jocs Olímpics d'Anvers, on va disputar la prova de palanca de 10 metres del programa de salts. Quedà eliminada en la primera ronda.